# NGC 399
NGC 399 este o galaxie lenticulară, posibil spirală, situată în constelația Peștii. A fost descoperită în 7 octombrie 1874 de către Lawrence Parsons, 4th Earl of Rosse.